# Laurent Gané
Laurent Jacques André Gané (Nouméa, 7 de marzo de 1973) es un deportista francés que compitió en ciclismo en la modalidad de pista, especialista en las pruebas de velocidad y keirin persecución.
Participó en dos Juegos Olímpicos de Verano, en los años 2000 y 2004, obteniendo una medalla en cada edición, en la prueba de velocidad por equipos, oro en Sídney 2000 (junto con Florian Rousseau y Arnaud Tournant) y bronce en Atenas 2004 (con Mickaël Bourgain y Arnaud Tournant).
Ganó trece medallas en el Campeonato Mundial de Ciclismo en Pista entre los años 1996 y 2004, y una medalla de bronce en el Campeonato Europeo de Ómnium de 1996.

## Medallero internacional
| Juegos Olímpicos   | Juegos Olímpicos         | Juegos Olímpicos  | Juegos Olímpicos      |
| Año                | Lugar                    | Medalla           | Competición           |
| ------------------ | ------------------------ | ----------------- | --------------------- |
| 2000               | Sídney (Australia)       | Medalla de oro    | Velocidad por equipos |
| 2004               | Atenas (Grecia)          | Medalla de bronce | Velocidad por equipos |
| Campeonato Mundial |                          |                   |                       |
| Año                | Lugar                    | Medalla           | Competición           |
| 1996               | Mánchester (Reino Unido) | Medalla de bronce | Velocidad por equipos |
| 1998               | Burdeos (Francia)        | Medalla de bronce | Velocidad individual  |
| 1998               | Burdeos (Francia)        | Medalla de bronce | Keirin                |
| 1999               | Berlín (Alemania)        | Medalla de oro    | Velocidad individual  |
| 1999               | Berlín (Alemania)        | Medalla de oro    | Velocidad por equipos |
| 2000               | Mánchester (Reino Unido) | Medalla de oro    | Velocidad por equipos |
| 2000               | Mánchester (Reino Unido) | Medalla de plata  | Velocidad individual  |
| 2001               | Amberes (Bélgica)        | Medalla de oro    | Velocidad por equipos |
| 2001               | Amberes (Bélgica)        | Medalla de plata  | Velocidad individual  |
| 2001               | Amberes (Bélgica)        | Medalla de plata  | Keirin                |
| 2003               | Stuttgart (Alemania)     | Medalla de oro    | Velocidad individual  |
| 2003               | Stuttgart (Alemania)     | Medalla de oro    | Keirin                |
| 2003               | Stuttgart (Alemania)     | Medalla de plata  | Velocidad por equipos |
| 2004               | Melbourne (Australia)    | Medalla de oro    | Velocidad por equipos |
| 2004               | Melbourne (Australia)    | Medalla de plata  | Velocidad individual  |
| Campeonato Europeo |                          |                   |                       |
| Año                | Lugar                    | Medalla           | Competición           |
| 1996               | Moscú (Rusia)            | Medalla de bronce | Ómnium esprint        |

## Palmarés
- 1999

 Campeón del Mundo de velocidad
 Campeón del Mundo de velocidad por equipos
 Campeón de Francia en Velocidad
- 2000

 Medalla de oro en los Juegos Olímpicos de Sídney 2000 en Velocidad por equipos (con Arnaud Tournant y Florian Rousseau)
 Campeón del Mundo de velocidad por equipos
- 2001

 Campeón del Mundo de velocidad por equipos
 Campeón de Francia en Velocidad
- 2002

 Campeón de Francia en Velocidad
- 2003

 Campeón del Mundo de velocidad
 Campeón del Mundo de Keirin
 Campeón de Francia en Velocidad
 Campeón de Francia en Keirin
- 2004
  -  Medalla de bronce en los Juegos Olímpicos de Atenas en Velocidad por equipos (con Mickaël Bourgain y Arnaud Tournant)

 Campeón del Mundo de velocidad por equipos
 Campeón de Francia en Velocidad

### Resultados a laCopa del Mundo
- 1998

1º en Cali i Hyères, en Velocidad por equipos
1º en Hyères, en Velocidad
- 1999

1º en Frisco, en Keirin
1º en Frisco, en Velocidad
- 2000

1º en Moscú, en Velocidad
- 2001

1º en Cali, en Keirin
1º en Cali y Pordenone en Velocidad
- 2002

1º en Cali, en Velocidad
- 2003

1º en Moscú, en Velocidad
- 2004

1º en Aguascalientes, en Velocidad por equipos